# Aglia obsoleta
Aglia obsoleta är en fjärilsart som beskrevs av Lambillion. 1907. Aglia obsoleta ingår i släktet Aglia och familjen påfågelsspinnare. Inga underarter finns listade i Catalogue of Life.